# McG

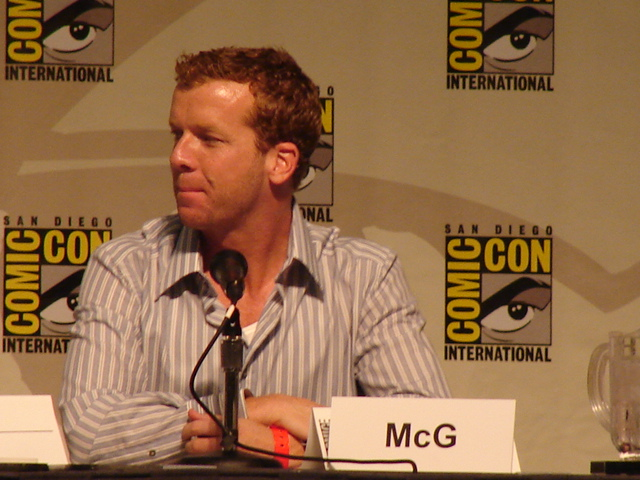
McG auf der Comic-Con (2007)

Joseph McGinty Nichol, besser bekannt als McG (* 9. August 1968 in Kalamazoo, Michigan), ist ein US-amerikanischer Filmproduzent und Regisseur.

## Leben
McG besuchte die Corona del Mar High School in Newport Beach und absolvierte die University of California in Irvine mit einem Bachelor in Psychologie.
McG war zunächst als Fotograf im Musikgeschäft tätig. Er lichtete lokale Bands und Musiker ab, mit denen er befreundet war. Er half bei der Produktion des Debütalbums Lemonade and Brownies von Sugar Ray mit. Später drehte er Musikvideos für bekannte Gruppen wie Smash Mouth, Korn und The Offspring. Für die Major League Baseball, Coca-Cola und die Modekette Gap inszenierte er einige Werbespots. Für einen der Clips, die er für Gap drehte, wurde er 1999 auf dem London Film Festival ausgezeichnet.
Drew Barrymore war von seiner Arbeit begeistert und überredete die Studiochefs dazu, ihn als Regisseur für den Film 3 Engel für Charlie, der Kino-Neuverfilmung der gleichnamigen Fernsehserie aus den Jahren 1976 bis 1981, zu verpflichten. Somit hatte er 2000 sein Kino- und Hollywood-Debüt, das zwar wenig anspruchsvoll, aber ein kommerzieller Erfolg war. Seitdem hat McG an verschiedenen Fernseh- und Kinoprojekten mit wechselndem Erfolg gearbeitet. Die kurzlebige Serie Fastlane von 2002 bis 2003 war seine erste Fernsehserie, 2003 folgte mit 3 Engel für Charlie – Volle Power die Fortsetzung zu seinem ersten Kinofilm. Im gleichen Jahr startete seine erfolgreiche Serie O.C., California, 2004 lief mit The Mountain eine weitere kurzlebige Serie. 2005 bzw. 2007 liefen mit Supernatural bzw. Chuck zwei weitere erfolgreiche Serien an. Mit Sie waren Helden kam 2006 ein weiterer Kinofilm von McG in die Kinos.
McG führte auch bei Terminator: Die Erlösung, dem vierten Teil der Terminator-Filmreihe, Regie. Der Film kam am 22. Mai 2009 in den Vereinigten Staaten zum Memorial Day in die Kinos. Mit Das gibt Ärger (2012) und 3 Days to Kill (2014) folgten zwei weitere Kinofilme, ansonsten ist er für das Fernsehen als Executive Producer und Regisseur tätig.

## Filmografie (Auswahl)
Als Regisseur
- 2000: 3 Engel für Charlie (Charlie’s Angels)
- 2002: Fastlane (Fernsehserie, 1x01)
- 2003: 3 Engel für Charlie – Volle Power (Charlie’s Angels: Full Throttle)
- 2006: Sie waren Helden (We Are Marshall)
- 2007: Chuck (Fernsehserie, Folge 1x01)
- 2009: Terminator: Die Erlösung (Terminator Salvation)
- 2012: Das gibt Ärger (This Means War)
- 2014: 3 Days to Kill
- 2014: Detective Laura Diamond (Fernsehserie, Folgen 1x01–1x02)
- 2016: Shadowhunters (Fernsehserie, Folge 1x01)
- 2016: Lethal Weapon (Fernsehserie, Folgen 1x01–1x02)
- 2017: The Babysitter
- 2019: Rim of the World
- 2020: The Babysitter: Killer Queen
- 2023: Family Switch
- 2024: Ugly – Verlier nicht dein Gesicht (Uglies)

Als Produzent
- 2003: 3 Engel für Charlie – Volle Power (Charlie’s Angels: Full Throttle)
- 2006: Stay Alive
- 2014: Before We Go
- 2014: Playing It Cool
- 2014: Mercy – Der Teufel kennt keine Gnade (Mercy)
- 2015: DUFF – Hast du keine, bist du eine (The Duff)
- 2017: The Babysitter
- 2018: When We First Met
- 2018: I Feel Pretty
- 2019: Rim of the World
- 2019: Wie Jodi über sich hinauswuchs (Tall Girl)
- 2020: The Babysitter: Killer Queen
- 2020: Holidate
- 2021: Love Hard
- 2022: Tall Girl 2
- 2024: Música

Als Executive Producer
- 2002–2003: Fastlane (Fernsehserie)
- 2003: The Dan Show (Fernsehfilm)
- 2003–2007: O.C., California (The O.C., Fernsehserie)
- 2004–2005: The Mountain (Fernsehserie)
- 2005–2013: Supernatural (Fernsehserie)
- 2006: The Danny Comden Project (Fernsehfilm)
- 2006: Jump (Fernsehfilm)
- 2007: Skyler’s Revolution (Fernsehfilm)
- 2007–2012: Chuck (Fernsehserie)
- 2010: Exposed (Fernsehserie)
- 2010–2011: Human Target (Fernsehserie)
- 2010–2013: Nikita (Fernsehserie)
- 2011–2013: Aim High (Webserie)
- 2016–2017: Shadowhunters (Fernsehserie)
- 2016–2018: Lethal Weapon (Fernsehserie)